# 日本ウェルネススポーツ大学
日本ウェルネススポーツ大学（にほんウェルネススポーツだいがく、英語: Nihon Wellness sports University）は、茨城県北相馬郡利根町布川に本部を置く日本の私立大学。2012年創立、2012年大学設置。大学の略称は日本ウェルネス大。

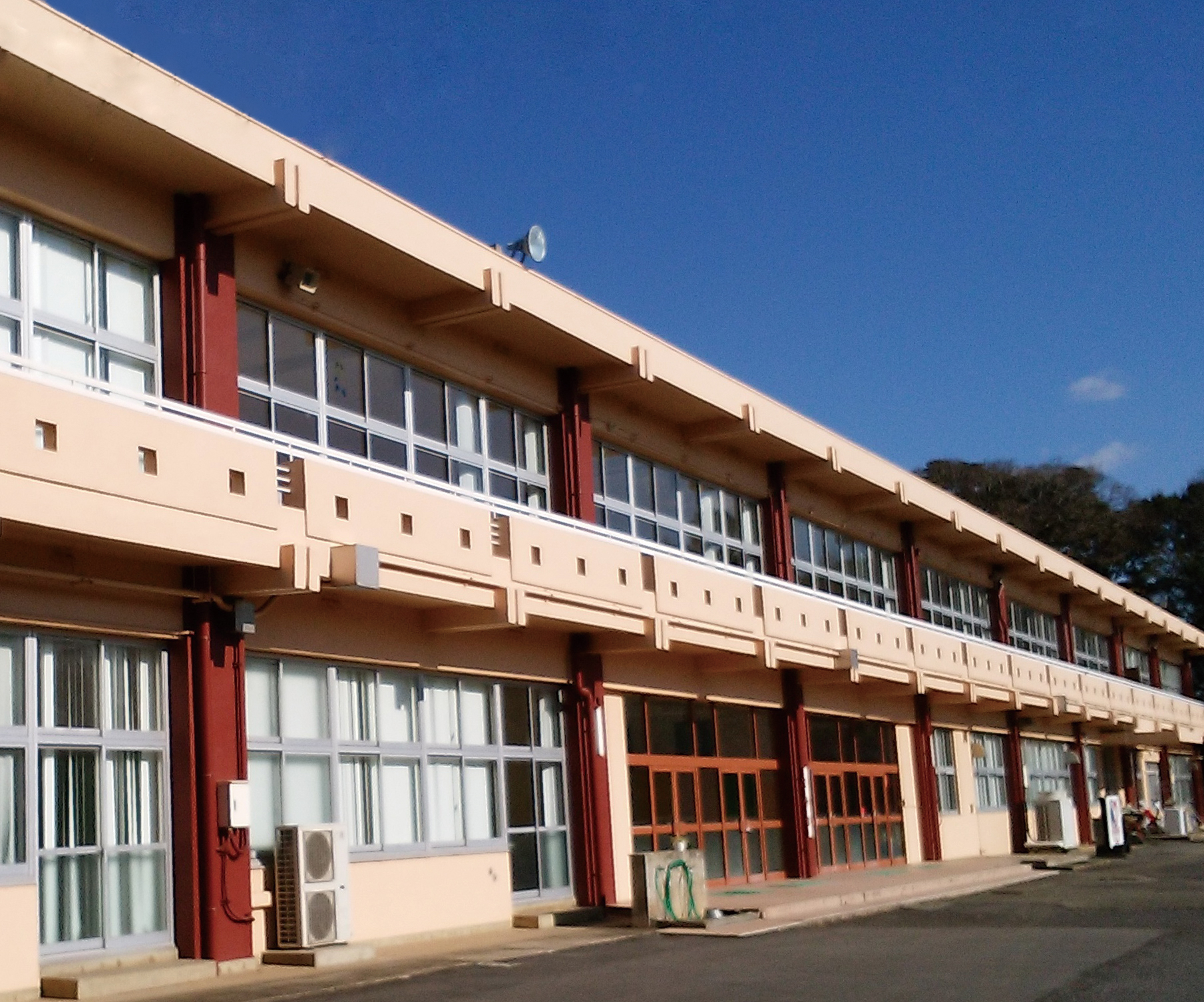
2号館

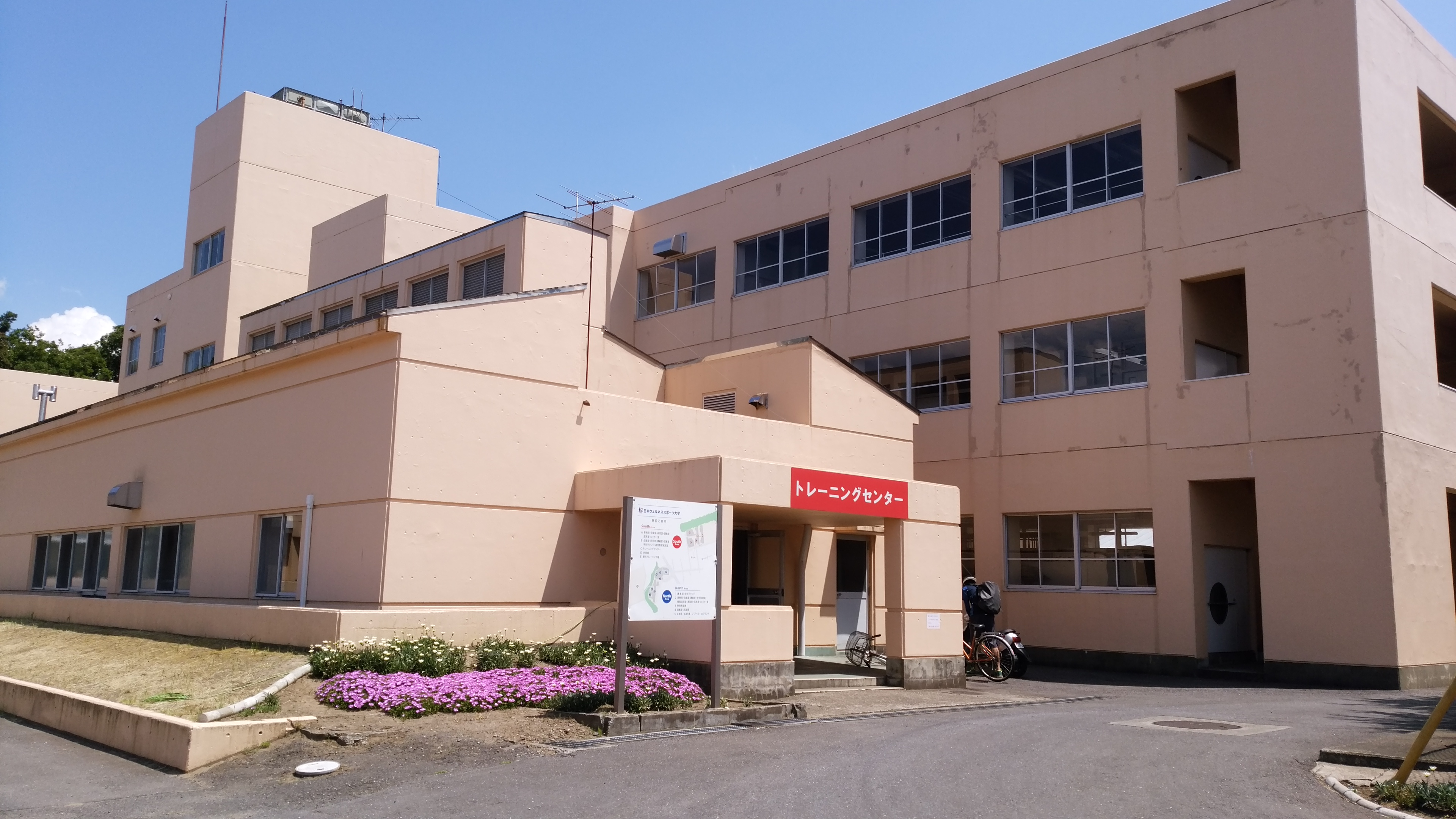
3号館

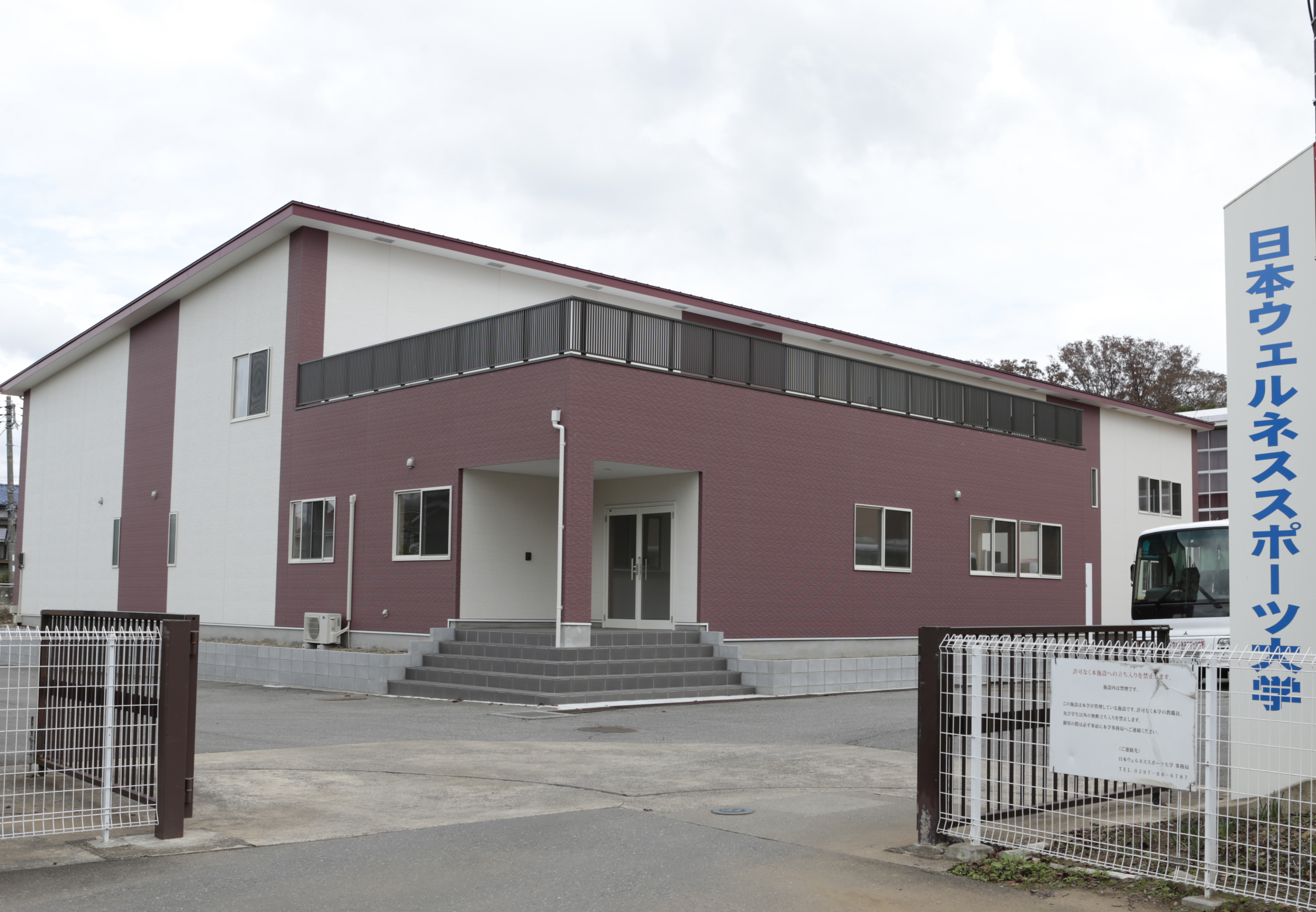
4号館

母体は、東京都板橋区にある学校法人タイケン学園。

## 概要
日本初の平日通学型（通学課程）と通信教育（通信教育課程）を組み合わせた体育大学。学生は「本校舎（茨城）」、「東京サテライトキャンパス」、「北九州サテライトキャンパス」、「沖縄サテライトキャンパス」のいずれかを選択する。
茨城キャンパスの1号館は2007年3月に閉校となった利根町立利根中学校、2・3号館は2008年3月に閉校となった利根町立布川小学校の建物や敷地を再改修した校舎で文科省の廃校利用プロジェクトの第1号となっている。
卒業すると日本初の学位である学士（スポーツプロモーション学）が授与される。
学習スタイルは、通学過程の「平日通学型」通信教育課程の「通信教育型」がある。
本校舎所在地の利根町では開学による地域活性化を期待しており、学生証を提示すると町内20店舗で学生割引を利用可能となっている。また、地元社会との協力関係が強く、盆踊り、スポーツ大会、マラソン大会、地域ボランティア等への協力は盛んに実施されている。
兄弟校の日本ウェルネススポーツ専門学校と同様に開学以降、硬式野球、サッカー、陸上競技、バレーボール、バスケットボール、レスリング、バドミントン、新体操、女子野球、ビーチバレー、テニス、女子駅伝などの部活動が学生リーグに参戦している。

## 沿革
- 2011年（平成23年）10月24日 - 通信制大学として設置認可[2]
- 2012年（平成24年）4月 - 開学[3]
- 2013年 - バドミントン専用体育館（4面専用コート）が竣工。
- 2013年 - 人工芝グランド（サッカー・野球用2面）が竣工。
- 2016年 - 運動部学生寮が竣工。
- 2018年 - 通学課程（全日制課程）が認可された。
- 2019年 - 学生寮第2号、第3号が竣工。大学近隣に日本グローバルビジネス専門学校が開校した。（定員480名）
- 2021年 - 学生寮第5号、第6号、第7号（野球部専用寮）が竣工。
- 2023年 - 学生寮第8号、第9号が竣工。サッカーグランド（人工芝）拡張工事。野球グランド（人工芝）整備工事完了。
- 2025年 - 学生寮第10号が竣工。

## 基礎データ

### 所在地
- 茨城キャンパス
  - 1号館 - 茨城県北相馬郡利根町布川1377
  - 2・3・4号館 - 茨城県北相馬郡利根町布川1649
- 東京サテライトキャンパス - 東京都練馬区旭町3-23-22
- 北九州サテライトキャンパス - 福岡県北九州市八幡東区勝山2-7-5
- 沖縄サテライトキャンパス-沖縄県沖縄市海邦1-22-13

## 教育および研究

### 組織

#### 学部
- スポーツプロモーション学部
  - スポーツプロモーション学科
    - 生涯スポーツコース
    - トップスポーツプロモーションコース

#### 別科
- 別科

### 学術研究
- 研究誌『教育研究フォーラム』
- 日本健康・スポーツ教育学会

## 学生生活

### 部活動
【茨城キャンパス】
- 硬式野球部 - 『日本ウェルネススポーツ大学』として通学（全日制）課程は2019年から首都大学野球連盟に加盟[5]。通信制課程は創部当初、社会人野球である日本野球連盟の茨城県連盟に加盟していたが、2024年春季リーグ戦から『日本ウェルネススポーツ大学茨城キャンパス』として関甲新学生野球連盟に加盟した[6][7]。1つのキャンパスに2つの学生チームが共存する珍しいケースとなっている。
- バレーボール部 - 関東大学リーグ戦。男子（2015年創部）、女子（2015年創部）。
- バスケットボール部 - 関東大学バスケットボール連盟加盟。男子は2016年創部。女子は2020年創部。
- レスリング部 - 東日本学生連盟所属
- バドミントン部 - 関東大学リーグ戦（男女とも2012年創部）。
- 陸上競技部 - 関東学生陸上競技連盟所属
- サッカー部 - 北関東大学サッカーリーグ戦所属、矢板中央高等学校と連携協定
- 新体操部 - 学生連盟所属
- ゴルフ部 - プロゴルファーが多数所属（稲見萌寧、吉田優利、高橋彩華、石坂友宏、西郷真央、臼井麗香等）
- 女子駅伝部 - 2024年創部

【東京サテライトキャンパス】
- 硬式野球部 - チーム名を『日本ウェルネススポーツ大学東京』として創部当初は社会人野球である日本野球連盟東京都連盟に加盟していたが、2024年春季リーグ戦から東京新大学野球連盟に加盟した。
- 女子硬式野球部 - 2020年創部、関東女子野球連盟に加盟している。
- バレーボール部 - 関東大学リーグ戦
- バスケットボール部 - 関東大学リーグ戦
- サッカー部 - 東京都社会人チームとして参戦
- バドミントン部
- 陸上競技部

【北九州サテライトキャンパス】
- 硬式野球部
- サッカー部

【沖縄サテライトキャンパス】
- 硬式野球部 - 2024年から南部九州大学野球連盟に加盟し、2025年南部九州大学野球選手権沖縄地区予選に参戦

## 大学関係者と組織

### 大学関係者一覧
- 柴岡三千夫 - 学長兼学校法人タイケン学園グループ理事長
- 畑満秀 - カヌー競技1972年ミュンヘンオリンピック・1976年モントリオールオリンピック日本代表、元オリンピック日本代表監督
- 永田克彦 - 日本ウェルネススポーツ大学レスリング部監督、シドニーオリンピック銀メダリスト
- 岡部憲章 - 元プロ野球選手・日本ウェルネススポーツ大学硬式野球部コーチ
- 荒俣宏 - 小説家、タレント、日本ウェルネススポーツ大学特任教授
- 杉町マハウ - 陸上競技2008年北京オリンピック・2016年リオデジャネイロオリンピックブラジル代表（400mハードル）、日本ウェルネススポーツ大学陸上部コーチ
- 中野紘志 - ボート選手、リオデジャネイロオリンピック出場、学校法人タイケン学園スポーツアドバイザー、日本オリンピック委員会アスリート委員会委員
- 梶原悠未 - 日本ウェルネススポーツ大学専任講師、自転車競技、世界選手権優勝

### 卒業生
- 菅原祥太 - 元プロ野球千葉ロッテマリーンズ選手
- 臼井麗香 - 女子プロゴルファー（2024年3月卒業）、2024年アクサレディスゴルフトーナメントinMIYAZAKI優勝
- 稲見萌寧[8] - 女子プロゴルファー（2022年3月卒業）、2019年ツアー初優勝、東京オリンピック2020銀メダル、2023年ツアー優勝

2020−21年賞金女王ツアー通算13勝
- 吉田優利[9] - 女子プロゴルファー（2023年3月卒業）、2018年高校ゴルフ2冠、2019年全米女子オープン出場、2021年ツアー通算3勝、2023年ツアー優勝
- 西郷真央 - 女子プロゴルファー（2024年3月卒業）、2019年日本女子アマチュアゴルフ選手権競技優勝

2022年ツアー通算6勝、2023年ツアー優勝、2025年LPGAツアーシェブロン選手権優勝
- 髙橋彩華 - 女子プロゴルファー（2024年3月卒業）、2022年フジサンケイレディスクラシック優勝、2025年宮里藍サントリーレディス優勝
- 石坂友宏 - 男子プロゴルファー（2022年3月卒業）、2020年ダンロップフェニックス2位

## 施設

### キャンパス

#### 茨城キャンパス
- 1号館　茨城県北相馬郡利根町布川1377
- 2・3・4号館　茨城県北相馬郡利根町布川1649
- 交通アクセス：JR成田線・布佐駅から徒歩で約15分。または、JR常磐線、関東鉄道常総線・取手駅から車で約15分。

#### 東京サテライトキャンパス
- 東京都練馬区旭町3-23-22
- 交通アクセス：東武東上線・成増駅から徒歩7分。または、東京メトロ有楽町線、東京メトロ副都心線・地下鉄成増駅から徒歩3分

#### 北九州サテライトキャンパス
- 福岡県北九州市八幡東区勝山2-7-5
- 交通アクセス：JR鹿児島本線・八幡駅から西鉄バス北九州の上重田・田代行きバスで約15分、勝山バス停下車。

#### 沖縄サテライトキャンパス
- 沖縄県沖縄市海邦1-22-13

### 寮
第1寮、第2寮、第3寮、第5寮、第6寮、第7寮、第9寮、第10寮がある。

## 対外関係

### 地方自治体との協定
- 茨城県利根町
- 茨城県稲敷市
- 茨城県河内町
- 高知県宿毛市
- 熊本県宇城市

### 他大学等との関わり

#### 国内
- 星槎大学

#### 国外
アメリカ
- シャミナード大学

ロシア
- ロシア国立ゲルツェン記念教育大学（英語版、ロシア語版）

イギリス
- ウェイマスカレッジ（英語版）

大韓民国
- 永進専門大学

台湾
- 国立台北教育大学
- 台北海洋科技大学
- 台湾首府大学
- 樹徳科技大学
- 大仁科技大学
- 修平科技大学
- 静宜大学
- 台中市私立葳格高級中学校
- 大華科技大学
- 新竹巿立成德高級中学校
- 真理大学
- 建國科技大學

中華人民共和国
- 延辺大学
- 北京聯合大学
- 西安体育学院附属体育運動学校

オーストラリア
- Vince Barclay Tennis Academy

ニュージーランド
- BAYFIELD High School of New Zealand

ミャンマー
- Myanmar Story Making Co.,Ltd.

ベトナム
- DAVICO VIETNAM INTERNATIONAL TRAINING JSC
- VIET STAR
- ホアビン短期大学
- タンドン大学
- ホーチミン市技術師範大学
- フエ高等師範短期大学
- ダナン大学
- 農林東北短期大学
- ホーチミン市食品工業大学
- ホーチミン市技術師範短期大学
- フエ大学付属外国語大学

スリランカ
- Sampa International (Pvt) Ltd
- Deon International Education Consultancy (Pvt) Ltd

ネパール
- カトマンズ大学経営大学院

モンゴル
- アワラガ大学
- イフ・シャビン大学
- テレル・ジョセン・スルダルマンスポーツ高校

## 系列校
- 日本ウェルネススポーツ専門学校（東京都）
- 日本ウェルネススポーツ専門学校広島校（広島県）
- 日本ウェルネススポーツ専門学校北九州校（福岡県）
- 日本ペット&アニマル専門学校（東京都）
- 日本ウェルネス歯科衛生専門学校（東京都）
- 日本ウェルネスAI・IT・保育専門学校（東京都）
- 日本グローバル専門学校（埼玉県）
- 日本グローバルビジネス専門学校（茨城県）
- 日本ウェルネス高等学校（東京・茨城・名古屋・松本・信州筑北・愛媛・広島・北九州・沖縄）
- 日本ウェルネス長野高等学校（長野県）(全日制課程)
- 日本ウェルネス宮城高等学校（宮城県）(全日制課程)
- 日本ウェルネス高等学校（青森・笠間・東京・矢板）
- 文華女子高等学校（東京都）(全日制課程)
- ウェルネス保育園（大曲園・江刺園・赤井園・矢本園・大崎園・東松山園・志木園・成増園・成増第2園・レイクタウン園・茅ヶ崎園・ユーカリが丘園・佐倉園・君津園・一宮園・彦根園・京田辺園）
- ウェルネス認定こども園利府
- こでまり幼稚園（埼玉県）
- 牛山幼稚園（愛知県）

## 就職先
- スポーツ関連：ダンロップスポーツウェルネス、野村不動産メガロススポーツクラブ、（株）THINKフィットネス、ジョイフルアスレチッククラブ、ホテルオークラ（スポーツジム）、（株）東京アスレチッククラブ、茨城アストロプラネッツ（プロ野球独立リーグ）、ほか多数
- スポーツ関連以外：パイオニア（株）、東京シティー信用金庫、アルソック綜合警備保障（株）、茨城トヨペット（株）、横浜日野自動車（株）、茨城県消防署、横浜市消防署、ほか多数